# لی استیف
لی استیف (انگلیسی: Lee Stiff; ۱ ژانویهٔ ۱۹۴۱ – ۱۹ مارس ۲۰۲۱) ریاضی‌دان اهل ایالات متحده آمریکا بود.
وی همچنین برندهٔ جوایزی همچون برنامه فولبرایت شده‌است.